# Socha svaté Barbory (Staňkova Lhota)
Socha svaté Barbory u Staňkovy Lhoty se nalézá nad vesnicí Staňkova Lhota, místní části městečka Sobotka v okrese Jičín, na křižovatce silnic k Jičínu a k Libáni. Socha pochází z roku 1773.

## Popis
Pískovcová pozdně barokní socha svaté Barbory se nalézá na nízkém navršeném pahorku. Vedle pahorku roste lípa. Na pískovcovém stupni je umístěn nízký hranolový sokl nahoře zakončený prolamovanou římsou. Na ní je pak umístěn pilíř s několikrát prolamovanou horní římsou, na níž stojí socha světice.

## Galerie

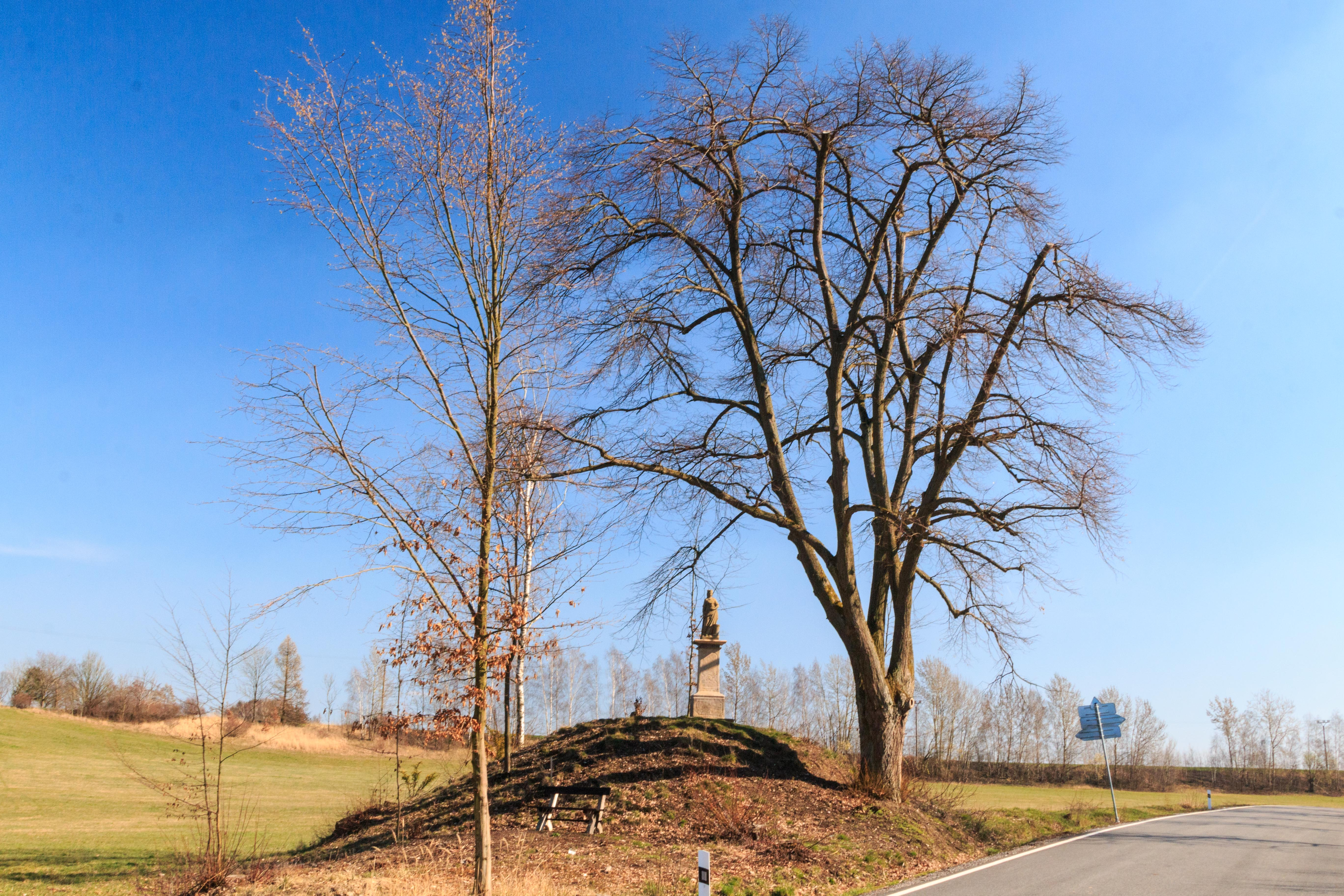
Socha svaté Barbory nad vesnicí Staňkova Lhota na křižovatce silnic k Jičínu a Libáni